# Qijiakulturen

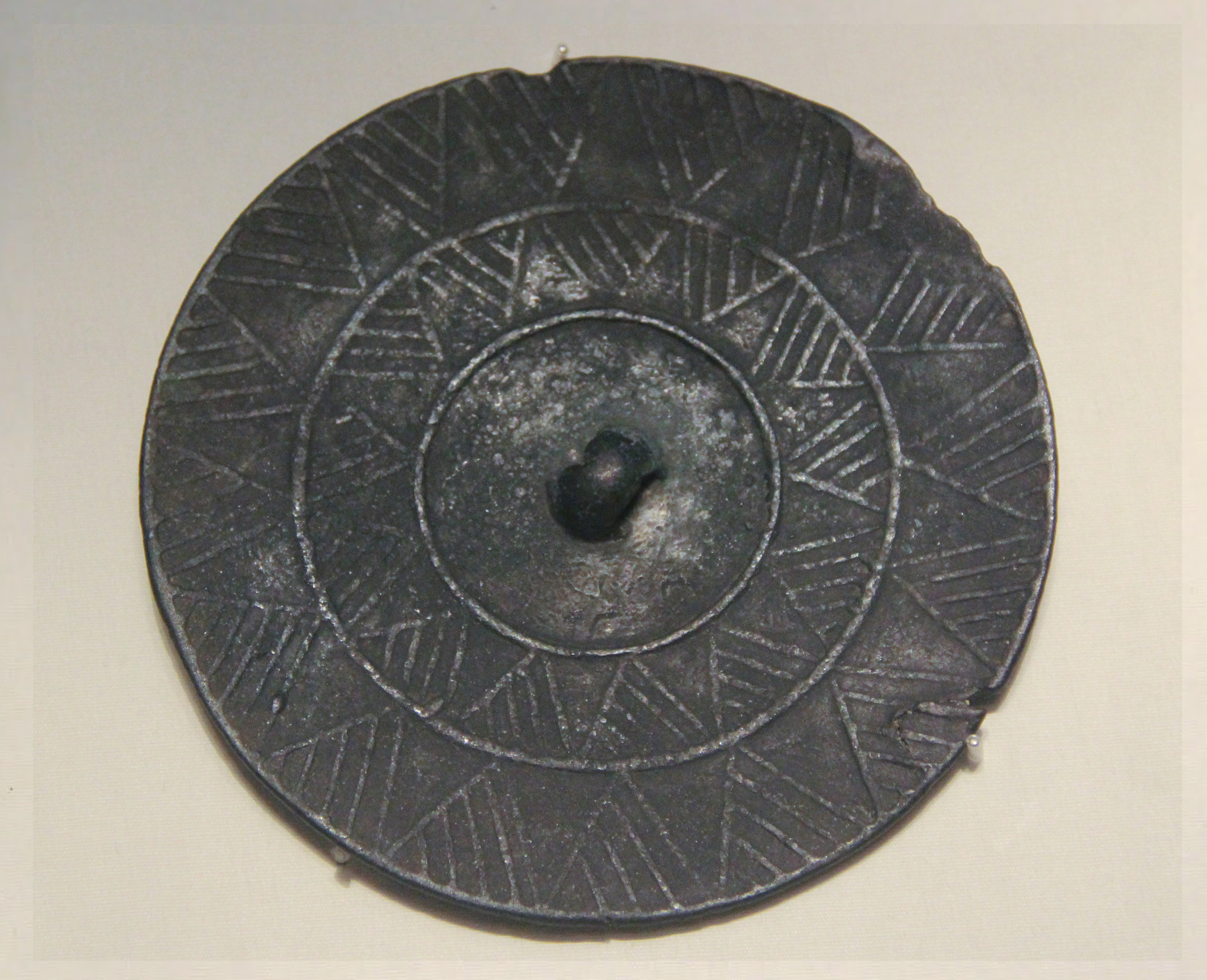
En bronsspegel från Qijiakulturen.

Qijiakulturen (齐家文化; 齊家文化; Qíjiāwénhuà) var en kultur under övergången mellan sen neolitikum och tidig bronsålder som fanns från ungefär år 2300 f.Kr. till 1500 f.Kr., vid övre Gula floden i Kina.
År 1924 påträffade den svenske arkeologen J.G. Andersson keramik vid byn Qijiaping (齐家坪) i Guanghe i Gansuprovinsen som avvek från vad som tidigare hade hittats. Han benämnde keramiken Qijia (齐家), som senare blev namnet på kulturen. Längs Gula flodens övre sträckning, kring Weifloden och vid Taofloden i provinserna Gansu, Qinghai, Inre Mongoliet och Ningxia har sedan över 1 000 fyndplatser för Qijiakulturen hittats.
Qijiakulturen var samtida med Longshankulturen men dess ursprung är omtvistat. Siwakulturen är sannolikt ättlingar till Qijiakulturen och det finns även nära band till Kayuekulturen.
De mest typiska fynden från Qijiakulturen är kärl i röd eller rödbrun keramik och enkla verktyg. De flesta är odekorerade och ibland polerade. En mindre del är sladdmärkta eller målade. Verktygen var vanligen av sten men ibland av koppar. Även bronsföremål har hittats, och utmärkande är en spegel.
En utmärkande fyndplats för Qijiakulturen är Lajia som totalförstördes efter en jordbävning och efterföljande översvämning ungefär 1900 f.Kr.